# Elodes maculatus
Elodes maculatus is een keversoort uit de familie moerasweekschilden (Scirtidae). De wetenschappelijke naam van de soort werd in 1877 als Helodes maculatus gepubliceerd door Charles Owen Waterhouse.